# Judith mit zwei Begleiterinnen (Lucas Cranach der Ältere)

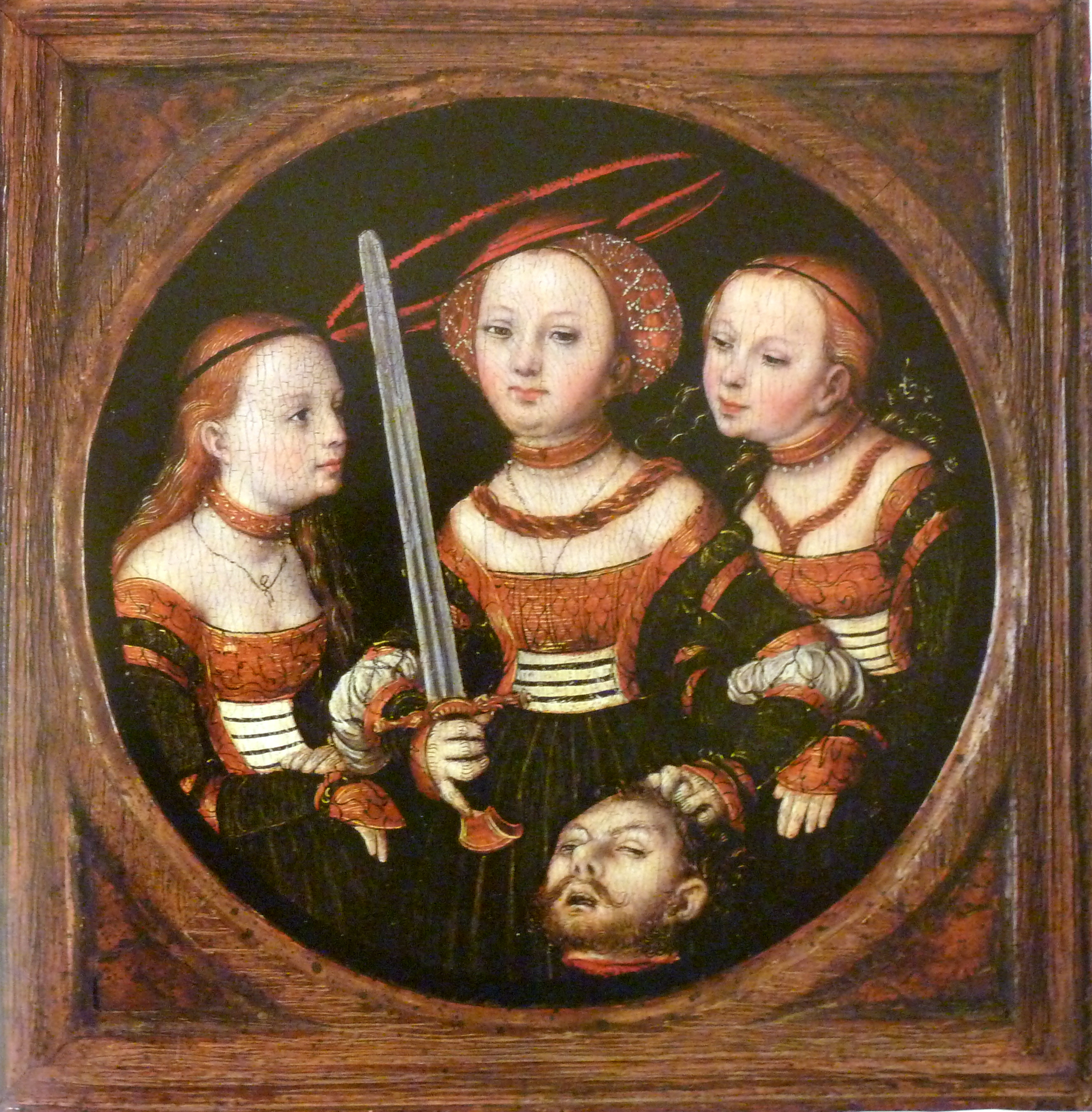
Judith mit zwei Begleiterinnen, 1525

Judith mit zwei Begleiterinnen ist der Titel eines Bildes von Lucas Cranach d. Ä., das sich heute in der Sammlung Rau der UNICEF-Deutschland Arp Museum Bahnhof Rolandseck befindet. 

## Beschreibung
Bei dem Gemälde handelt es sich um ein Tondo auf Holz, der Durchmesser beträgt 14,6 cm. Das Rundbild ist in einem quadratischen Rahmen gefasst.
Im Unterschied zu den sonstigen, meist größeren Judith-Bildern des Cranach-Kreises ist im Tondo der Sammlung Rau die biblische Heldin Judith in Begleitung von zwei Dienerinnen symmetrisch in Halbfigur dargestellt. Judith in der Mitte des Trios hält hoch erhoben und mit zierlich abgespreiztem kleinen Finger das Schwert und packt mit ihrer Linken den abgeschlagenen Kopf des Holofernes beim Schopf. Während die eine ihrer Begleiterinnen den Blick mit einem lieblichen Lächeln zum Haupt des Erschlagenen senkt, schweift der Blick der anderen in weite Ferne. 
Die Damen sind fast gleich gekleidet. Alle tragen aufwändig geschnittene Kleider aus schwerem roten und schwarzen Stoff, sind tief dekolletiert, so dass die mädchenhaft-runden, durch ein enges Mieder hochgeschnürten Brüstchen wirkungsvoll in Szene gesetzt werden können. Eng anliegende, mit Perlenschmuck dekorierte Halsbänder leiten den Blick des Betrachters zu den jungen Gesichtern mit rosigen Wangen und reizvoll vorgeschobener Unterlippe.
Judith zeichnet sich vor ihren Begleiterinnen durch die modisch geschlitzten Ärmel ihres Kleides aus, aus denen in üppiger Fülle die weiße Seide der Unterkleidung quillt sowie durch eine mit Perlennetz aufwändig frisierte Haarpracht und einen flachen roten Hut mit weiter Krempe, der in schräger Position auf der Frisur sitzend, die ganze Gruppe „krönt“. Die beiden Begleiterinnen tragen lediglich ein schlichtes Band im Haar, ihr Haar fällt in lockeren Wellen auf den Rücken. 
Die Signatur Cranachs – die geflügelte Schlange – sowie die Datierung 1525 befinden sich kaum sichtbar im wallenden Haar von Judiths Begleiterin am rechten äußeren Bildrand.

## Kunsthistorische Einordnung
Das kleinformatige Rundbild von 1525 gehört in die Reihe der meist undatierten Kabinettbilder, die in großer Zahl in der ersten Hälfte des 16. Jahrhunderts in der Cranach-Werkstatt entstanden sind. Der Anteil der Werkstatt und von Cranach selbst an den einzelnen Bildern ist jeweils schwer einzuschätzen. Abnehmer derartiger "Kabinettbilder", die in Cranachs produktiver Werkstatt zunehmend an Erotik und sinnlicher Ausstrahlung gewannen, waren Fürstenhöfe und das reiche Bürgertum. 
Entgegen den verstärkt antiquarischen Tendenzen der Zeit, in der die Künstler sich zunehmend um die historische Genauigkeit der dargestellten Realien, wie Kleidung, Waffen, Gebrauchsgegenstände und Architektur bemühen, malt Cranach seine biblischen Personen in anachronistischer Weise nach der zeitgenössischen Kleidermode.
Das in der Zeit auch von anderen Künstlern gerne gewählte Bildthema der Geschichte von Judith und Holofernes als Beispiel für einen Tyrannenmord wird von manchen Kunsthistorikern im Kontext einer Rechtfertigung lutherischer Fürsten in ihrer Auflehnung gegen die katholische Zentralmacht gesehen. Fürsten, deren Lebensweise nicht immer den puritanischen Moralvorstellungen der Reformatoren entsprach, konnten sich möglicherweise auch in einer Geschichte wie der der schönen Witwe Judith aus dem Alten Testament zumindest entlastet sehen.